# Hashmark

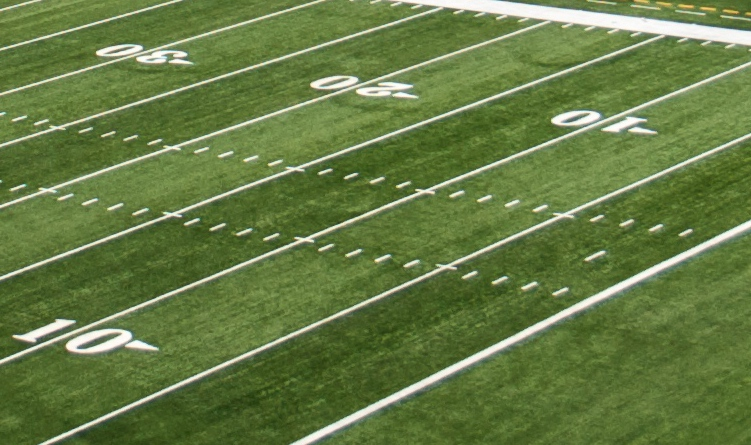
Hashmarks auf einem American-Football-Feld

Hashmarks, auch Hash marks, sind Markierungslinien (in der Regel) auf Sportfeldern; sie verlaufen orthogonal (senkrecht) zur Seitenlinie bzw. dessen seitlicher Begrenzung.

## Verwendung im American Football
Im American Football werden Hashmarks verwendet, um das Spielfeld der Länge nach zu unterteilen. In der NFL werden sie im Abstand von 25 Metern, bei College- und Highschoolspielen im Abstand von 18 Metern zur Seitenlinie gezeichnet.
Wenn der Ball nach einem Spielzug außerhalb der Hashmarks liegt, wird er vom Umpire für den nächsten Spielzug auf die Hashmark platziert. So bietet sich für die Offense immer genügend Platz, um einen Spielzug auf beide Seiten ausführen zu können. Kommt der Ball nach einem Spielzug zwischen den Hashmarks zu liegen, startet der nächste Spielzug von dieser Stelle aus.
Im American Football wurden diese Markierungslinien zum ersten Mal im NFL Playoff Game der Saison 1932 zwischen den Portsmouth Spartans und den Chicago Bears verwendet. Da nach der regulären Saison beide Teams sechs Siege und eine Niederlage hatten (Unentschieden zählten damals nicht), musste ein Entscheidungsspiel ausgetragen werden, um den Meister zu ermitteln. Das Spiel wurde auf den 18. Dezember 1932 terminiert. Allerdings hatte es Stunden zuvor so viel geschneit, dass das eigentliche Spielfeld nicht benutzt werden konnte. Durch eine Idee von George Halas entschied man, das Spiel im Chicago Stadium, in welchem das Eishockeyteam der Chicago Black Hawks seine Heimspiele austrug, auszutragen. Da es sich um ein Eishockeyfeld mit festen Banden am Seitenrand handelte, fürchtete man schwere Verletzungen während des Spiels, da der Snap des Balles an der Stelle erfolgte, wo der letzte Spielzug aufgehört hatte, bzw. wo der Ballträger ins Aus lief. Es wurde vereinbart, dass jeder Spielzug mindestens zehn Yards von der Seitenlinie entfernt beginnen musste. Diese Maßnahme war zwar erst als Verletzungsprävention gedacht, eröffnete dem Spiel aber neue taktische Möglichkeiten, sodass die Vereinbarung 1933 als neue Regel ins Spiel aufgenommen wurde. Die Entfernung der Hashmarks zur Seitenlinie wurde während Zeit immer weiter vergrößert. So wurden 1935 und 1945 diese um jeweils weitere fünf Yards nach innen verlegt. 1972 erfolgte die bis dahin letzte Verlegung der Hashmarks, auf ihre bis heute gültige Entfernung von knapp 23 Yards zur Seitenlinie.

## Verwendung im Eishockey

Eishockeyfeld

Hashmarks beim Eishockey sind Markierungen an den Bullykreisen (auch „Bully-Punkt“ oder „Face-off Punkt“ genannt).
Jeweils zwei parallele Linien (senkrecht zur Seitenbande) auf beiden Seiten des Bullykreises stellen die Grenzen für die Spieler der Teams dar. Diese müssen hinter der gedachten Verlängerung der Hashmarks bleiben, bis der vom Schiedsrichter eingeworfene Puck das Eis berührt und somit das Spiel wieder aufgenommen ist.